# Ixora inundata
Ixora inundata är en måreväxtart som beskrevs av William Philip Hiern. Ixora inundata ingår i släktet Ixora och familjen måreväxter. Inga underarter finns listade i Catalogue of Life.